# Hydroaéroport Skyport de New York
L'hydroaéroport Skyport de New York (IATA : NYS) est un hydroaéroport fondé en 1939 sur l'East River de Manhattan à New York aux États-Unis. 

## Historique
Cette base d'hydravions est fondée en 1939 par le maire de New York Fiorello La Guardia, avec son terminal de style « paquebot » des années 1930, sur l'East River, entre Manhattan et Long Island, sur Franklin D. Roosevelt Drive, au bout de la 23e Rue, entre le Waterside Plaza (en) et Stuyvesant Cove Park (en). 

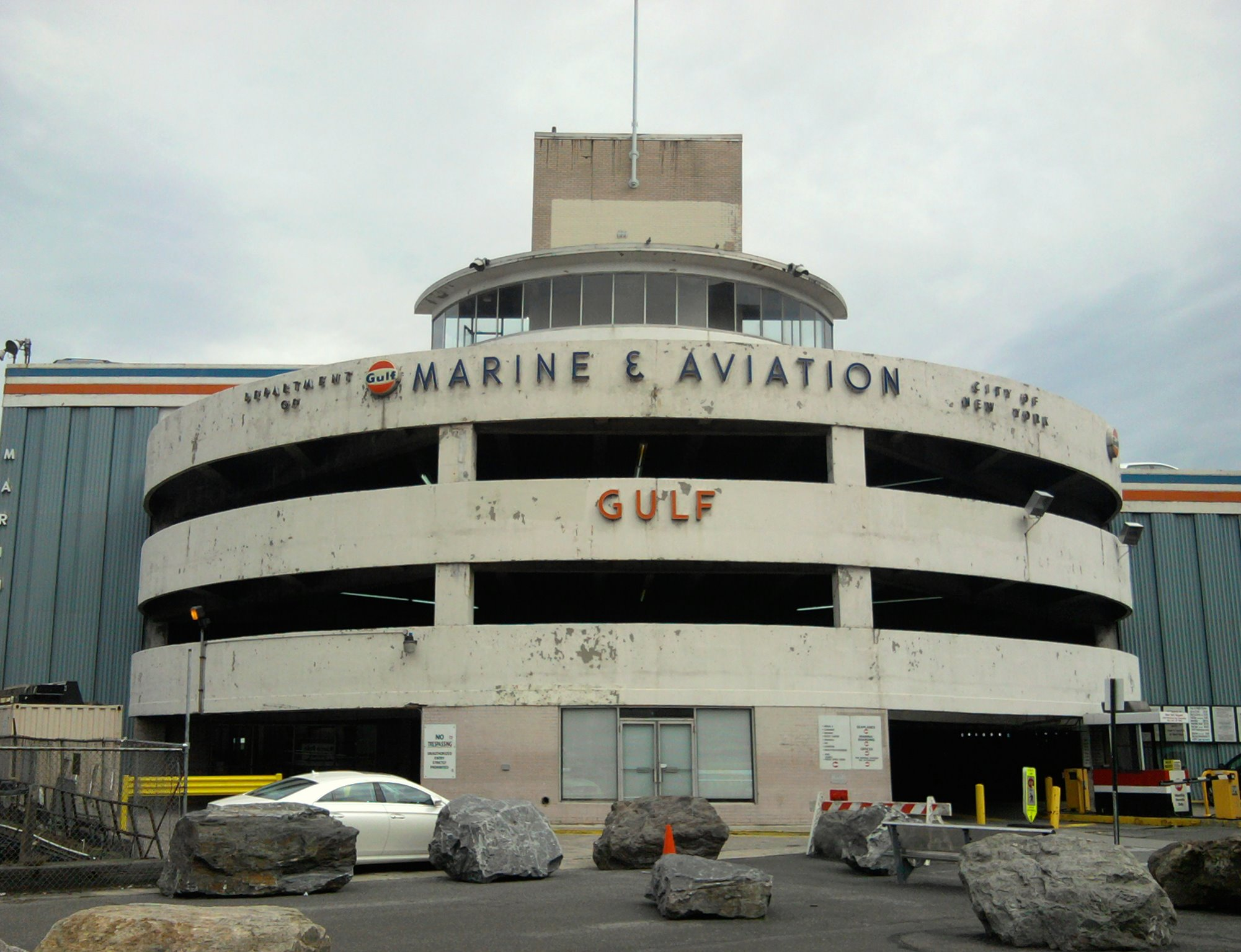
Terminal de style « paquebot » des années 1930 de la 23e Rue
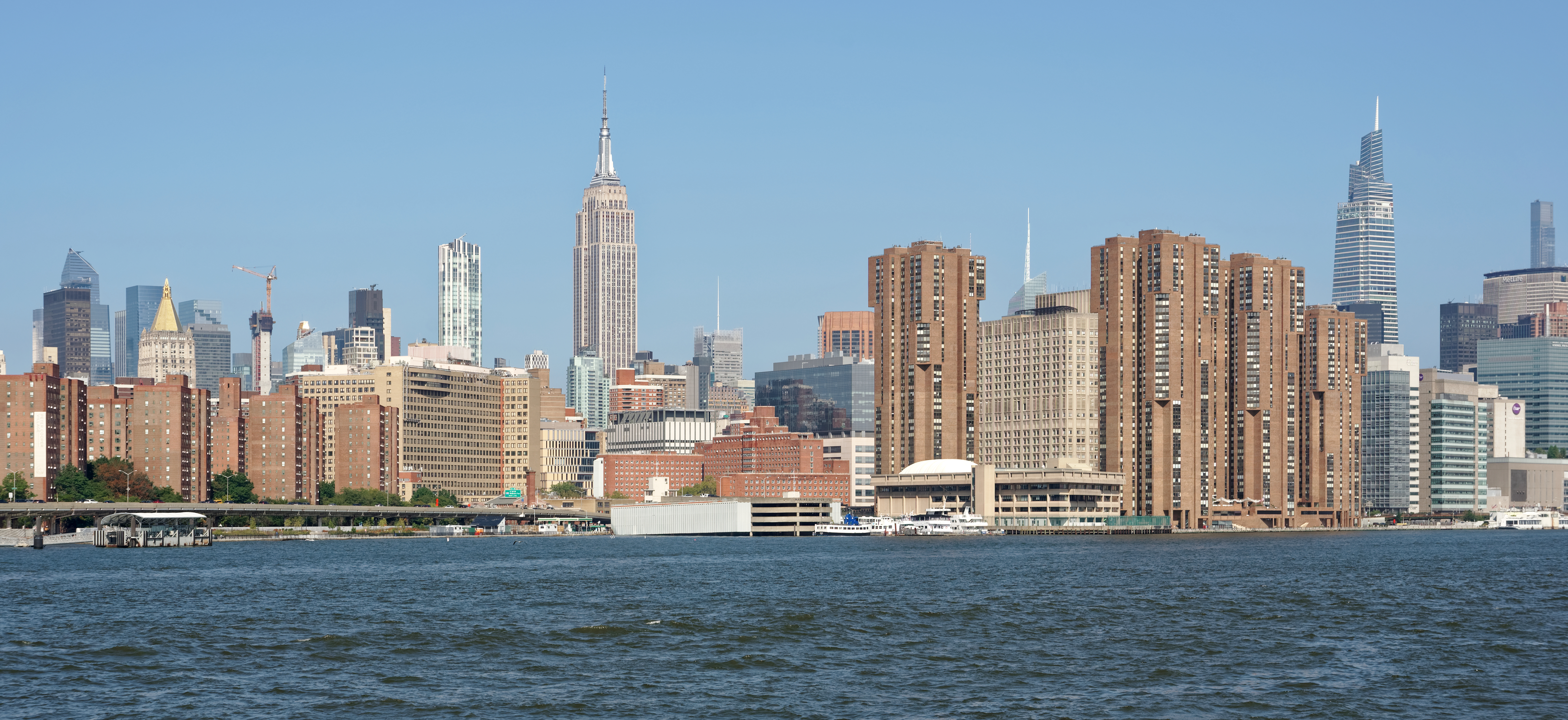
Devant l'Empire State Building et le One Vanderbilt (à droite) de Manhattan et de la skyline de New York

Il coexiste avec le Wall Street Skyport de Wall Street (Downtown Skyport) en activité de 1934 à sa fermeture en 1986, pour une activité de taxi aérien et des vols privés vers les côtes voisines. 

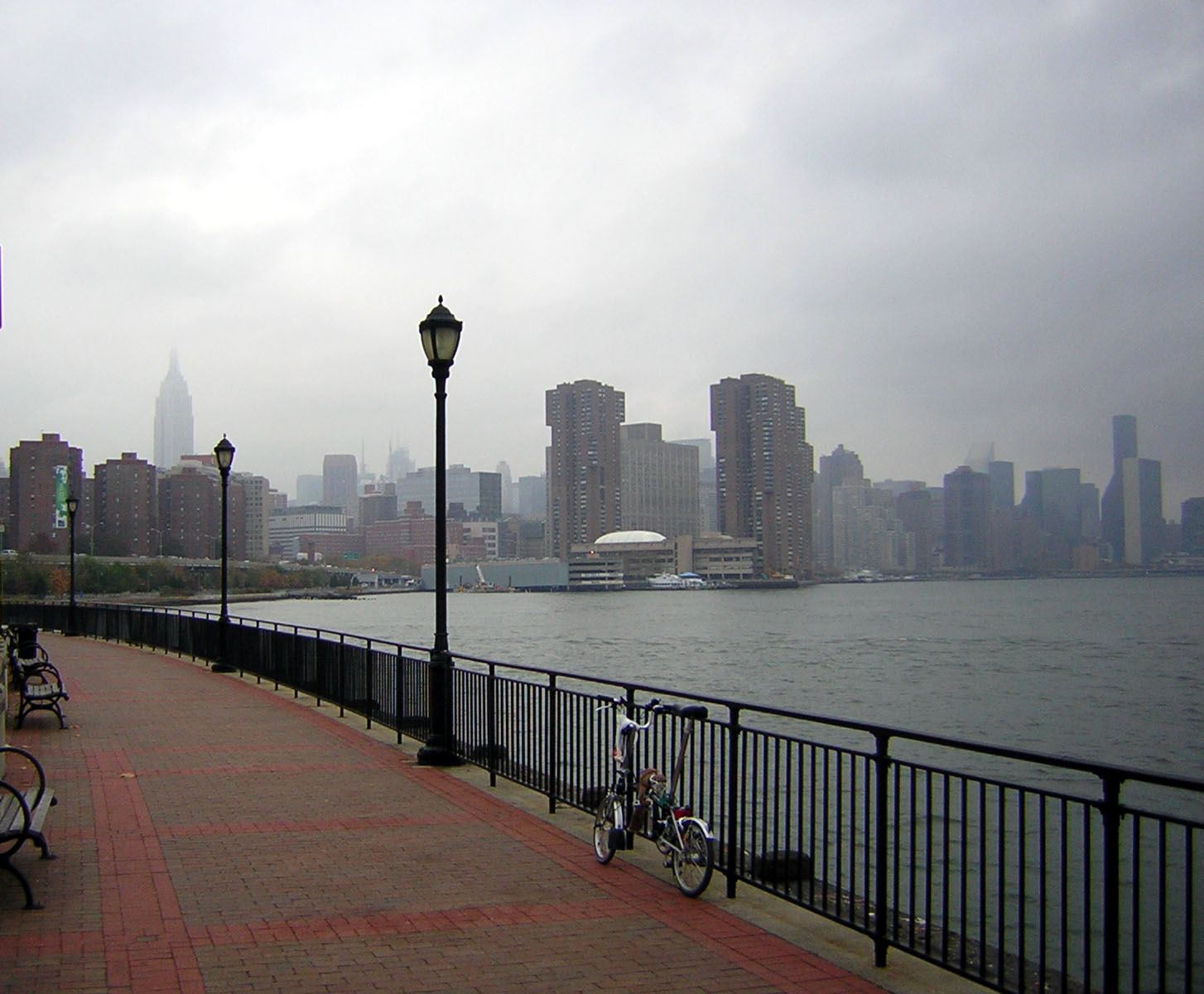
Vu depuis Kips Bay
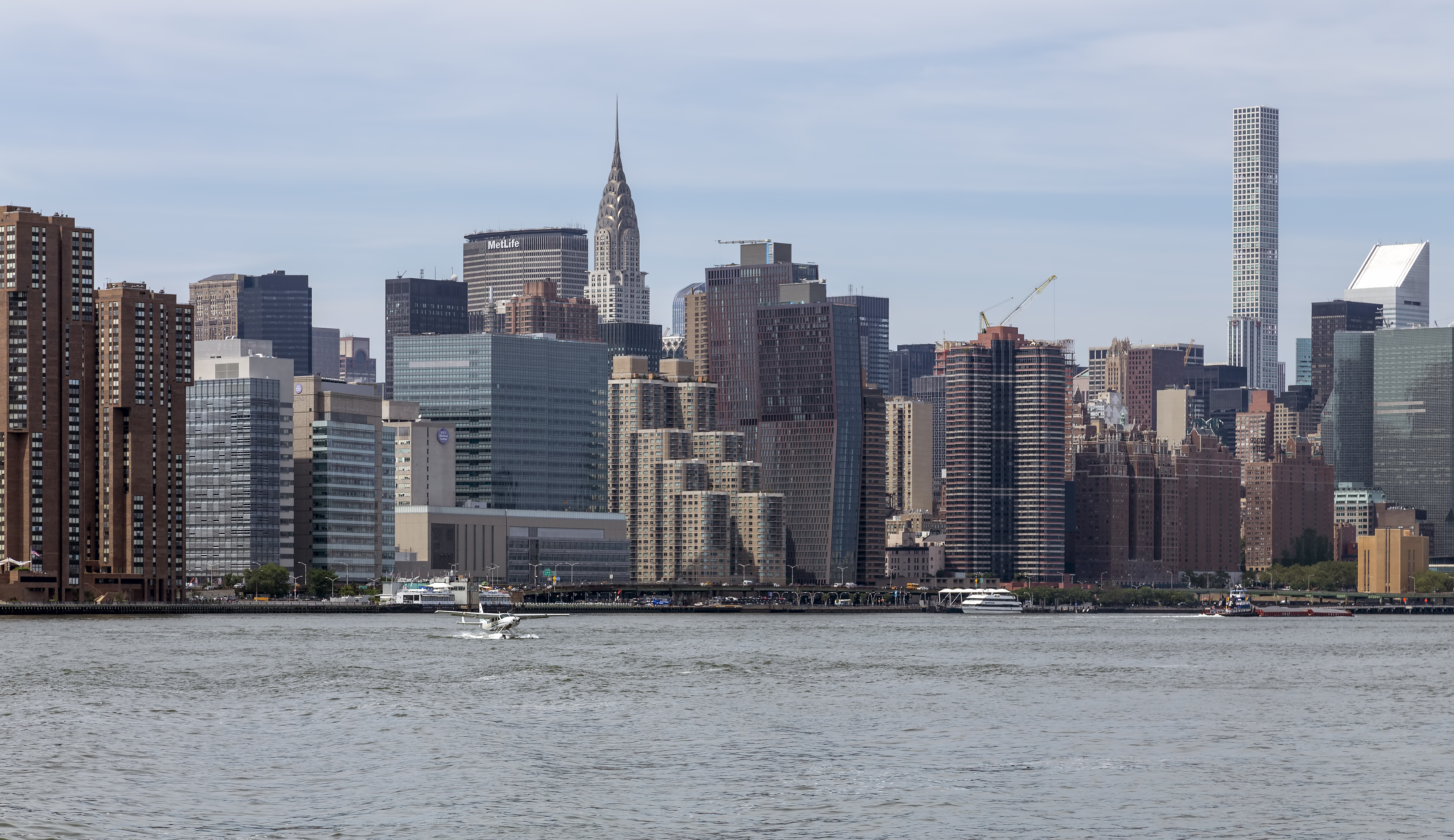
Décollage d'un hydravion
Affiche

Le site est prévu à l'origine avec des pontons d'une capacité d'accueil de huit hydravions, avec des rampes pour leur permettre de rouler hors de l'eau jusqu'au terminal ou aux aires de stationnement. 

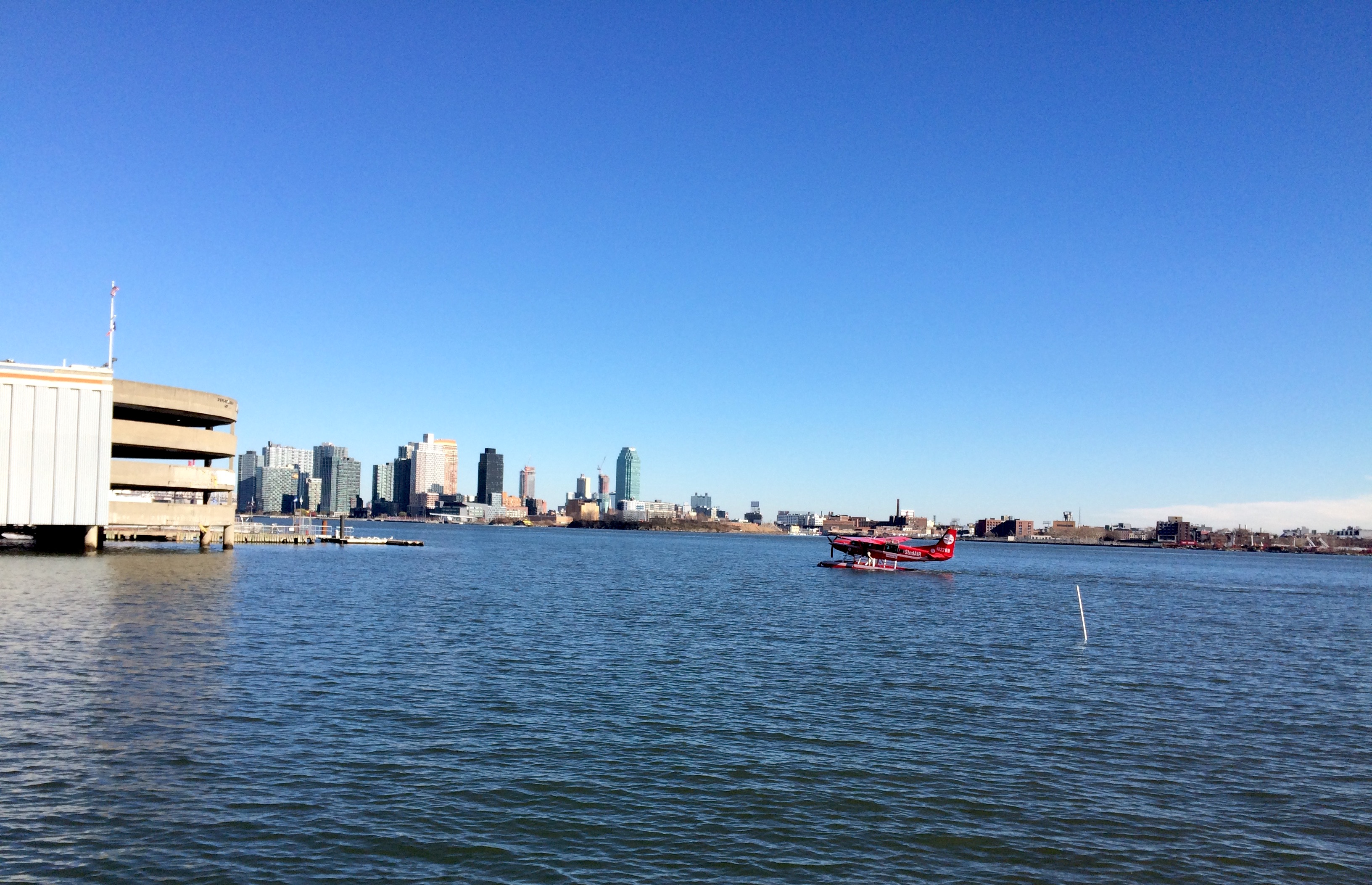
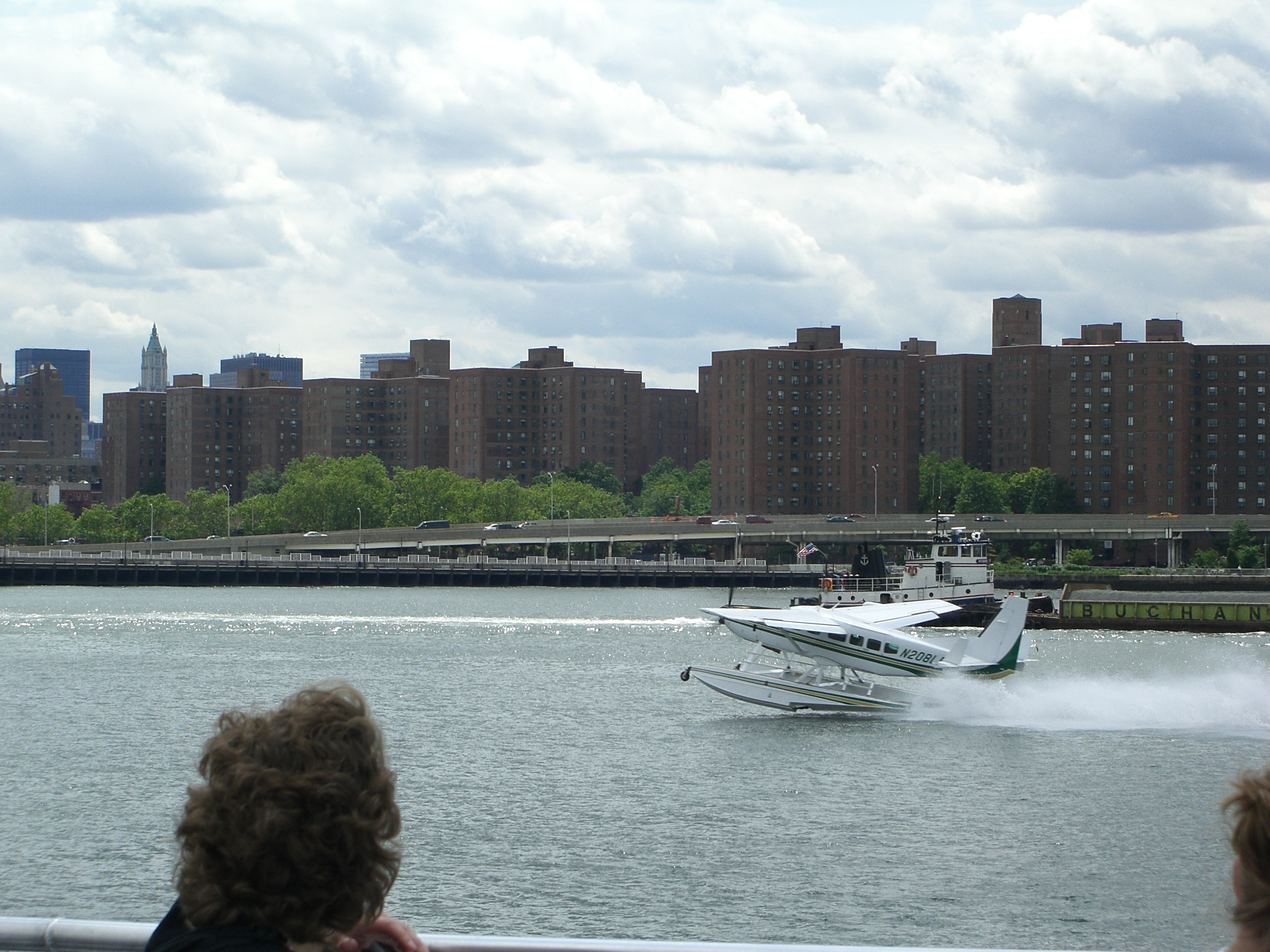
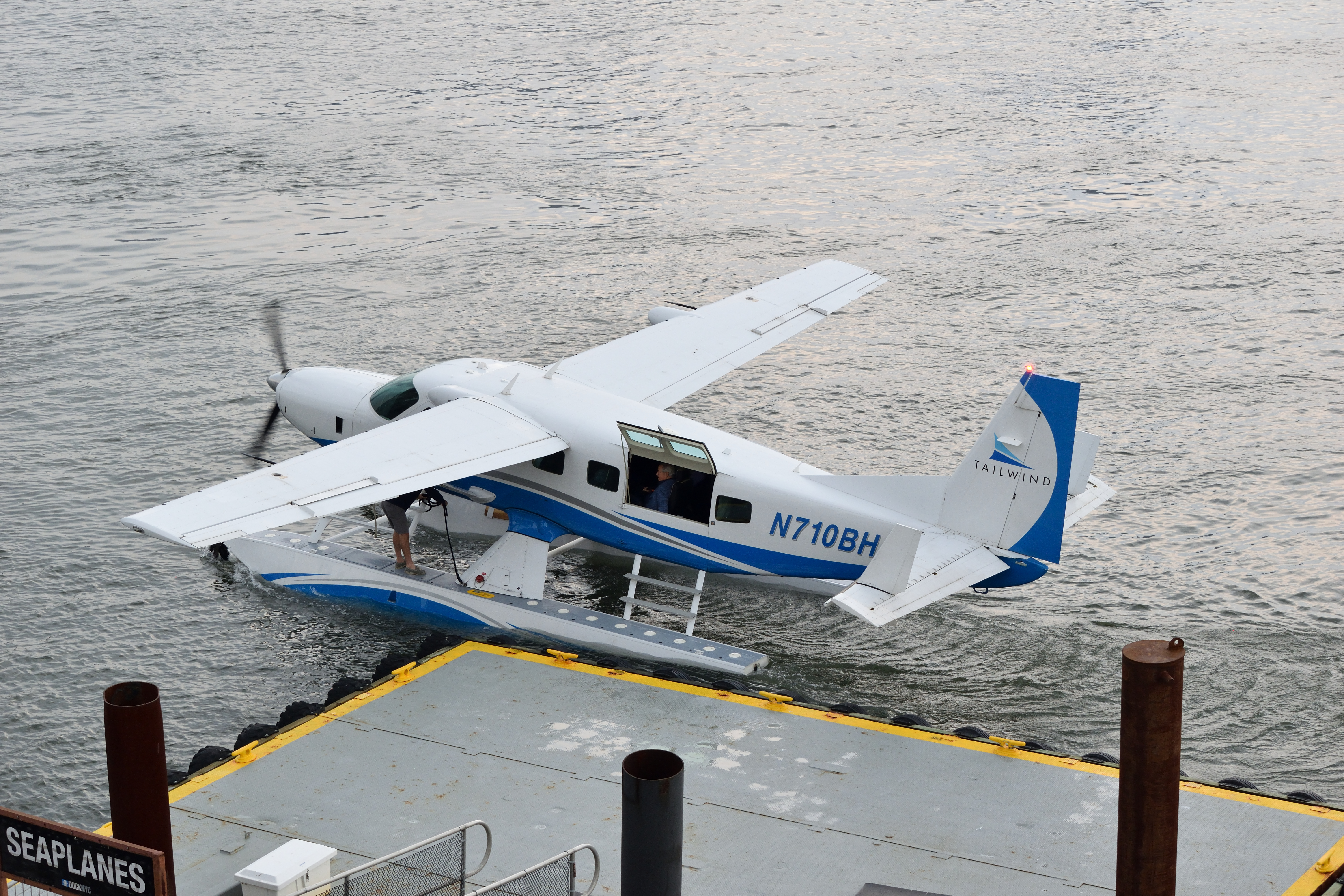

Ce Skyport est intégré au « Skyport marina » en 1962,.